# درام!
درام! (به انگلیسی: !Drum) یک مجله آموزشی درام آمریکایی است. این مجله شامل پروفایل هنرمندان، نقد محصولات، درس‌ها و رونوشت‌های پیشرفته است که سبک‌های موسیقی راک، پاپ و سبک‌های مرتبط با آن را پوشش می‌دهد. این مجله در سال ۱۹۹۱ با سردبیری اندی دورشاک راه‌اندازی شد. در دههٔ ۱۹۹۰، این مجله به دلیل پوشش درامرهای جوان‌تر در سبک‌های معاصر مانند پانک، رپ-راک و متال، شهرت یافت. این اولین مجله‌ای بود که هنرمندانی مانند تره کول (گرین دی)، چاد اسمیت (رد هات چیلی پپرز)، تراویس بارکر (بلینک-۱۸۲) و دیگران را روی جلد خود داشت.

## تاریخچه
این مجله توسط اندی دورشاک، فیل هود و کانی هود در سال ۱۹۹۱ تأسیس شد. اولین شماره در سپتامبر ۱۹۹۱ با تصویر چارلی بنانت از گروه انترکس و جو فرانکو، نوازنده درام، روی جلد منتشر شد. در آن زمان، این مجله در اندازه یک روزنامه زرد بود که به صورت رایگان در فروشگاه‌های تجهیزات موسیقی و فروشگاه‌های ضبط موسیقی در کالیفرنیا توزیع می‌شد. در سال ۱۹۹۶، این مجله به قالب براق معمولی تبدیل شد و توزیع جهانی خود را آغاز کرد. امروزه در ۲۴ کشور در سراسر جهان موجود است و بیش از ۹۰ درصد نسخه‌های آن به کانادا، استرالیا و ایالات متحده می‌رود.
از اول نوامبر ۲۰۱۶، مجلهٔ درام! توسط Stringletter، یک شرکت رسانه‌ای مستقر در پوینت ریچموند، کالیفرنیا که مالک برندهای دیگری از جمله گیتار آکوستیک نیز هست، خریداری شد. در نوامبر ۲۰۱۹، مجلهٔ ۱۸۰درام مجلهٔ درام! را خریداری کرد.

## مطالب
یک شماره معمولی از مجلهٔ درام! شامل مطالب ویژهٔ هنرمندان و داستان‌های عمیق در مورد موضوعاتی مانند تکنیک‌های نوازندگی یا محصولات جدید است. علاوه بر این، شامل نقد و بررسی آثار جدید و محصولات درام (سنج، درام، سخت‌افزار)، اخبار کوتاه، نکات شغلی و سلامتی و درس‌های چالش‌برانگیز است. این مجله یک جایزه نظرسنجی سالانه از خوانندگان به نام جوایز درام دارد. رأی‌گیری هر ساله از فوریه تا آوریل انجام می‌شود و برندگان در ماه‌های تابستان اعلام می‌شوند.